# 奧薩 (俄國)
57°17′N 55°27′E / 57.283°N 55.450°E
奧薩（俄语：Оса́）是俄羅斯彼爾姆邊疆區西南部的一個城市、奧薩區行政中心，位於卡馬河 （卡馬水庫）南岸。距彼爾姆西南146公里。2002年人口23,452人。
1591年建立，1739年建市。